# Copa Suecia
La Coppa Svezia (in spagnolo Copa Suecia) è stato un torneo di calcio ufficiale organizzato dalla Federazione argentina durante la pausa del campionato di Primera División per la partecipazione della Nazionale argentina al Mondiale 1958.
Vi parteciparono i 16 club iscritti alla massima divisione, divisi in due gironi all'italiana da otto ciascuno, con partite di andata e ritorno; la prima di ogni raggruppamento si qualificava per la finale. La partita decisiva della Coppa, tuttavia, si giocò solo due anni dopo l'inizio del torneo, nel 1960, e fu vinta dal Club Atlético Atlanta.
La competizione prese il nome dal trofeo, donato dall'ambasciatore svedese in Argentina, Carl Herbert Borgenstierna.

## Fase a gruppi

### Gruppo A
|  | Pos. | Squadra             | Pt | G  | V  | N | P  | GF | GS | DR  |
|  | ---- | ------------------- | -- | -- | -- | - | -- | -- | -- | --- |
|  | 1º   | Racing Club         | 21 | 14 | 10 | 1 | 3  | 34 | 16 | 18  |
|  | 2º   | Newell's Old Boys   | 18 | 13 | 8  | 2 | 3  | 24 | 15 | 9   |
|  | 3º   | Estudiantes (LP)    | 15 | 14 | 5  | 5 | 4  | 27 | 22 | 5   |
|  | 4º   | Tigre               | 15 | 13 | 5  | 5 | 3  | 27 | 25 | 2   |
|  | 5º   | Huracán             | 13 | 14 | 4  | 5 | 5  | 23 | 27 | -4  |
|  | 6º   | Vélez Sarsfield     | 13 | 14 | 3  | 7 | 4  | 25 | 30 | -5  |
|  | 7º   | Boca Juniors        | 9  | 14 | 3  | 3 | 8  | 18 | 25 | -7  |
|  | 8º   | Central Córdoba (R) | 6  | 14 | 2  | 2 | 10 | 15 | 33 | -18 |

|  |                            |
|  | Qualificato per la finale. |

### Gruppo B
|  | Pos. | Squadra            | Pt | G  | V | N | P | GF | GS | DR |
|  | ---- | ------------------ | -- | -- | - | - | - | -- | -- | -- |
|  | 1º   | Atlanta            | 17 | 14 | 7 | 3 | 4 | 26 | 18 | 8  |
|  | 1º   | Rosario Central    | 17 | 14 | 8 | 1 | 5 | 33 | 29 | 4  |
|  | 3º   | Lanús              | 15 | 14 | 6 | 3 | 5 | 27 | 28 | -1 |
|  | 4º   | Argentinos Juniors | 15 | 14 | 6 | 3 | 5 | 30 | 26 | 4  |
|  | 5º   | Independiente      | 13 | 14 | 5 | 3 | 6 | 29 | 24 | 5  |
|  | 6º   | San Lorenzo        | 13 | 14 | 4 | 5 | 5 | 23 | 27 | -4 |
|  | 7º   | River Plate        | 11 | 14 | 4 | 3 | 7 | 23 | 30 | -7 |
|  | 8º   | Gimnasia (LP)      | 11 | 14 | 4 | 3 | 7 | 25 | 34 | -9 |

|  |                            |
|  | Qualificato per la finale. |

#### Spareggio Gruppo B
| Rosario 24 aprile 1959 | Rosario Central | 0 – 3 | Atlanta | El Coloso del Parque |

## Finale
| Arbitro: | Duval Goicoechea |

|                                     |           |          |
| 13' Nuin, 41' Bellomo, 74' González | Marcatori | 62' Sosa |